# Coenonympha orientalis
Coenonympha orientalis ist ein Schmetterling (Tagfalter) aus der Familie der Edelfalter (Nymphalidae), der sehr lokal auf dem westlichen Balkan vorkommt.

## Beschreibung
Die Falter sehen dem Alpen-Wiesenvögelchen Coenonympha gardetta und Coenonympha leander ähnlich, sind aber mit einer Vorderflügellänge von 16 bis 19 Millimetern etwas größer als gardetta. Die weiße Binde auf der Hinterflügelunterseite ist gegenüber gardetta reduziert und fehlt bei leander ganz. Auf der Hinterflügeloberseite befindet sich im Analwinkel ein rötlich oranger keilförmiger Fleck wie bei leander, der bei gardetta, falls vorhanden, nur als Linie angedeutet ist.
Ähnliche Arten
- Coenonympha leander (Esper, 1784), Russischer Heufalter
- Coenonympha gardetta (Prunner, 1798), Alpen-Wiesenvögelchen

## Verbreitung
Coenonympha orientalis kommt auf dem Balkan in Serbien (Maljengebirge), Albanien, Bosnien-Herzegowina, Montenegro und in Nordgriechenland beim Katara-Pass im Pindos- und im Epirus-Gebirge von 800 bis 2000 Meter Höhe vor.
Coenonympha orientalis ist fliegt in einer Generation im Jahr (univoltin) von Mitte Mai bis Anfang August.

## Systematik
Hans Rebel bekam zwei Falter vom Balkan zugesandt, einen vom ostbosnischen Grenzgebirge auf der Ljubicna aus etwa 1800 Meter Höhe vom 20. Juli 1901 und einen aus Stolac in Ostbosnien aus 1670 Meter Höhe vom 25. Juli 1902. Rebel bestimmte sie als C. arcania var. philea, dem heutigen Coenonympha gardetta. Er veröffentlichte eine Abbildung der Falter 1904 in Band 19 der Annalen des K. K. Naturhistorischen Museums, in denen der zweite Teil seiner Studien über die Lepidopterenfauna der Balkanländer erschien und merkte an, dass es sich um eine interessante Form handle, die den Faltern in den Alpen sehr ähnlich sehe. Die Trennung von philea erfolgte als Coenonympha arcania var. orientalis in dem von ihm verfassten Buch Fr. Berge’s Schmetterlingsbuch nach dem gegenwärtigen Stande der Lepidopterologie in der neunten Auflage von 1910.
Der Status von C. orientalis als Art wird nicht von allen Autoren geteilt. Die Veröffentlichung einer Arbeit zur molekulargenetischen Untersuchung steht noch aus und von Kodandaramaiah und Wahlberg wurde die Population in ihrer Arbeit 2009 nicht untersucht, sodass der Status weiter unklar ist. Sie wird von manchen Autoren als eigene Art, als Unterart von C. leander, als Unterart von C. gardetta oder als Taxon im C. arcania / C. gardetta-Artkomplex betrachtet.
Für die Sichtweise „Unterart von gardetta“ spricht die weiße Binde auf der Hinterflügelunterseite, die bei leander komplett fehlt und dass die Form macrophthalmica Galvagni 1906 von gardetta, die in Gebieten zwischen eindeutigen gardetta- und orientalis-Populationen vorkommt, Eigenschaften von beiden zeigt. In einigen nördlichen Populationen von orientalis ist ein grauer Bereich im Apex der Vorderflügelunterseite zu erkennen, der ebenfalls typisch für gardetta ist und bei leander nicht vorkommt.
Für die Ansicht „Unterart von leander“ spricht ein rötlich oranger keilförmiger Fleck auf der Hinterflügeloberseite im Analwinkel, der bei gardetta ganz fehlt oder nur als kleiner Strich angedeutet ist. Andererseits gibt es Individuen von orientalis, die ein stark reduziertes weißen Band auf der Hinterflügelunterseite haben, das bei leander nur schwach angedeutet ist. Orientalis und leander haben dieselbe Größe, während gardetta deutlich kleiner ist und kommen in ähnlichen Höhen zwischen 500/600 und 1500/1700 Meter im subalpinen Bereich in Griechenland vor und fliegen zur gleichen Zeit von Ende Mai bis Mitte Juli. Gardetta ist dagegen klar alpin, lebt in größerer Höhe und fliegt meist im Juli und August.
Für die Einordnung im C arcania/C. gardetta-Artkomplex spricht, dass alle eine weiße Binde auf der Hinterflügelunterseite haben.
Der Einstufung als Art, die vom Lepiforum und Fauna Europaea vertreten wird, wird hier gefolgt.

### Formen
- C. orientalis f. skypetarum (Rebel & Zerny, 1931), hat schwächer ausgebildete Augenflecke. Der Holotypus stammt aus Skala Bicajt, Albanien.[9][10]

### Gefährdung und Schutz
Bei Coenonympha orientalis wurde ein Rückgang von über 30 % der Populationen in Bosnien-Herzegowina beobachtet. Über die Lebensweise ist zu wenig bekannt um die Art gezielt zu schützen. Die IUCN fordert mehr Forschung zur Verbreitung und Ökologie und den Schutz wichtiger Habitate.